# Samantha Harvey
Samantha Celeste Harvey  (Nova Iorque, 13 de agosto de 1982) é uma ex-pentatleta olímpica brasileira-estadunidense, a primeira mulher a competir no pentatlo moderno pelo Brasil em Olimpíadas.

## Carreira
Samantha Harvey representou o Brasil nos Jogos Olímpicos de 2004, na qual ficou na 25° posição no individual. 